# Países Baixos nos Jogos Olímpicos de Verão de 2024
Países Baixos participaram dos Jogos Olímpicos de Verão de 2024, realizados em Paris, na França. Foi a 28.ª aparição do país nos Jogos Olímpicos de Verão desde a estreia em Paris 1900, sendo representado por 273 atletas que competiram em 26 esportes.
Com 34 medalhas no total (15 de ouro, 7 de prata e 12 de bronze), o país obteve o maior número de medalhas de ouro em uma única Olimpíada, superando o recorde de 12 de Sydney 2000. O remo foi o esporte mais bem-sucedido da delegação tanto em total de medalhas (8) quanto em medalhas de ouro (4). Cinco esportistas conquistaram mais de uma medalha nos Jogos: Harrie Lavreysen com suas três medalhas de ouro no ciclismo, além de Femke Bol, Lieke Klaver, Cathelijn Peeters e Sifan Hassan, todas no atletismo.

## Medalhas
| Atleta | Esporte              | Evento                           | Medalha |
| --- | -------------------- | -------------------------------- | ------- |
| Lennart van Lierop Finn Florijn Tone Wieten Koen Metsemakers | Remo                 | Skiff quádruplo masculino        | Ouro    |
| Benthe Boonstra Hermijntje Drenth Tinka Offereins Marloes Oldenburg | Remo                 | Quatro sem feminino              | Ouro    |
| Ymkje Clevering Veronique Meester | Remo                 | Dois sem feminino                | Ouro    |
| Odile van Aanholt Annette Duetz | Vela                 | 49erFX                           | Ouro    |
| Karolien Florijn | Remo                 | Skiff simples feminino           | Ouro    |
| Isaya Klein Ikkink Lieke Klaver Eugene Omalla Cathelijn Peeters Femke Bol | Atletismo            | Revezamento 4x400 m misto        | Ouro    |
| Worthy de Jong Arvin Slagter Jan Driessen Dimeo van der Horst | Basquetebol          | 3x3 masculino                    | Ouro    |
| Roy van den Berg Jeffrey Hoogland Harrie Lavreysen | Ciclismo             | Velocidade por equipes masculino | Ouro    |
| Marit Bouwmeester | Vela                 | Laser Radial                     | Ouro    |
| Sharon van Rouwendaal | Natação              | 10 km feminino                   | Ouro    |
| - Jip Janssen Lars Balk Jonas de Geus Thijs van Dam Thierry Brinkman Seve van Ass Jorrit Croon Justen Blok Derck de Vilder Floris Wortelboer Tjep Hoedemakers Koen Bijen Joep de Mol Steijn van Heijningen Pirmin Blaak Tijmen Reyenga Duco Telgenkamp Floris Middendorp | Hóquei sobre a grama | Masculino                        | Ouro    |
| Harrie Lavreysen | Ciclismo             | Velocidade masculino             | Ouro    |
| - Anne Veenendaal Luna Fokke Freeke Moes Lisa Post Xan de Waard Yibbi Jansen Renée van Laarhoven Felice Albers Maria Verschoor Sanne Koolen Frédérique Matla Joosje Burg Marleen Jochems Pien Sanders Marijn Veen Laura Nunnink Pien Dicke                               | Hóquei sobre a grama | Feminino                         | Ouro    |
| Sifan Hassan | Atletismo            | Maratona feminina                | Ouro    |
| Harrie Lavreysen | Ciclismo             | Keirin masculino                 | Ouro    |
| Laila Youssifou Bente Paulis Roos de Jong Tessa Dullemans | Remo                 | Skiff quádruplo feminino         | Prata   |
| Stef Broenink Melvin Twellaar | Remo                 | Skiff duplo masculino            | Prata   |
| Manon Veenstra | Ciclismo             | BMX corrida feminina             | Prata   |
| Ralf Rienks Olav Molenaar Sander de Graaf Ruben Knab Gert-Jan van Doorn Jacob van de Kerkhof Jan van der Bij Mick Makker Dieuwke Fetter | Remo                 | Oito com masculino               | Prata   |
| Marianne Vos | Ciclismo             | Corrida em estrada feminina      | Prata   |
| Hetty van de Wouw | Ciclismo             | Keirin feminino                  | Prata   |
| Lisanne de Witte Lieke Klaver Eveline Saalberg Myrte van der Schoot Femke Bol Cathelijn Peeters | Atletismo            | Revezamento 4x400 m feminino     | Prata   |
| Caspar Corbeau | Natação              | 200 m peito masculino            | Bronze  |
| Tes Schouten | Natação              | 200 m peito feminino             | Bronze  |
| Simon van Dorp | Remo                 | Skiff simples masculino          | Bronze  |
| Luuc van Opzeeland | Vela                 | IQFoil masculino                 | Bronze  |
| Sifan Hassan | Atletismo            | 5000 m feminino                  | Bronze  |
| Maikel van der Vleuten | Hipismo              | Saltos individual                | Bronze  |
| Annelous Lammerts | Vela                 | Formula Kite feminino            | Bronze  |
| Femke Bol | Atletismo            | 400 m com barreiras feminino     | Bronze  |
| Lisa van Belle Maike van der Duin | Ciclismo             | Madison feminino                 | Bronze  |
| Sifan Hassan | Atletismo            | 10000 m feminino                 | Bronze  |
| - Laura Aarts Iris Wolves Brigitte Sleeking Sabrina van der Sloot Maartje Keuning Simone van de Kraats Bente Rogge Vivian Sevenich Kitty-Lynn Joustra Lieke Rogge Lola Moolhuijzen Nina ten Broek Sarah Buis                                                             | Polo aquático        | Feminino                         | Bronze  |
| Bregje de Brouwer Noortje de Brouwer | Natação artística    | Dueto                            | Bronze  |

## Competidores
Esta foi a participação por modalidade nesta edição:
| Esporte              | Masculino | Feminino | Total |
| -------------------- | --------- | -------- | ----- |
| Atletismo            | 17        | 23       | 40    |
| Badminton            | 1         | 1        | 2     |
| Basquetebol          | 4         | 0        | 4     |
| Boxe                 | 0         | 1        | 1     |
| Breaking             | 2         | 1        | 3     |
| Canoagem             | 1         | 4        | 5     |
| Ciclismo             | 10        | 14       | 24    |
| Esgrima              | 1         | 0        | 1     |
| Ginástica            | 5         | 5        | 10    |
| Golfe                | 0         | 1        | 1     |
| Handebol             | 0         | 14       | 14    |
| Hipismo              | 4         | 5        | 9     |
| Hóquei sobre a grama | 17        | 17       | 24    |
| Judô                 | 5         | 5        | 10    |
| Natação              | 8         | 12       | 20    |
| Natação artística    | 0         | 2        | 2     |
| Polo aquático        | 0         | 13       | 13    |
| Remo                 | 19        | 14       | 33    |
| Saltos ornamentais   | 0         | 1        | 1     |
| Skate                | 0         | 2        | 2     |
| Tênis                | 4         | 2        | 6     |
| Tênis de mesa        | 0         | 1        | 1     |
| Tiro com arco        | 1         | 3        | 4     |
| Triatlo              | 2         | 2        | 4     |
| Vela                 | 5         | 6        | 11    |
| Voleibol             | 0         | 12       | 12    |
| Voleibol de praia    | 4         | 2        | 6     |
| Total                | 110       | 163      | 273   |